# Blåsuga
Blåsuga (Ajuga pyramidalis) är en ört med underlig form. Den mjuka stjälkens alla ledstycken är förkortade; alla de nedersta bladen (de egentliga örtbladen eller näringsbladen) bildar därigenom en rosett, vars blad ligger tryckta mot marken. Även de övre bladen, som ombildats till högblad, sitter så tätt, att hela den blombärande delen liknar en smal, fyrsidig pyramid. Om bladrosetten frånräknas, har alltså hela plantan sin motsvarighet i översta delen, toppen eller "axet", hos Prunella, Stachys med flera.
En väsentlig avvikelse från labiaternas vardagstyp består däri, att blomkronan saknar överläpp. Det skydd, som ståndarna därigenom förlorar (se till exempel deras plats under "suffletten" hos Plistersläktet), erhåller de i stället av det närmast över varje enskild blomma sittande högbladet.
Blåsugan är mångårig med kort, stympad jordstam och växer på skogsbackar, torra betesmarker och dylikt. Den är visserligen allmän, men nästan aldrig ymnig och ofta bara som enstaka exemplar.
I Skandinaviens fjälltrakter går den över trädgränsen, men i Finland är den inskränkt till landets södra del.
Blomningen börjar redan i maj.
Blåsugans enda spridningsmekanism är med hjälp av myror, så kallade myrmekokori.

## Andra namn
I bland annat Närke kallas blåsugan kärringeruka och i Blekinge takgran.